# Lindernia bryoides
Lindernia bryoides är en tvåhjärtbladig växtart som beskrevs av Eb. Fischer. Lindernia bryoides ingår i släktet Lindernia och familjen Linderniaceae. Inga underarter finns listade i Catalogue of Life.